# VW Jetta I
Der ab August 1979 von Volkswagen in Wolfsburg produzierte VW Jetta (Typ 16) war eine vom VW Golf I (Typ 17) abgeleitete kompakte Limousine. Die Unterschiede bestanden in rechteckigen Scheinwerfern, einer besseren Serienausstattung und einem Stufenheck mit einem Kofferraum von bis zu 510 Litern Fassungsvermögen. Er war als Zwei- oder Viertürer erhältlich und etwas teurer als der Golf I.
Der Jetta I wurde in Deutschland bis Anfang 1984 produziert – in Südafrika wurde das Modell für den lokalen Markt als Fox mit verschiedenen Detailänderungen u. a. an Front und Heck noch bis 1998 weitergebaut.

## Modellgeschichte

### Allgemeines

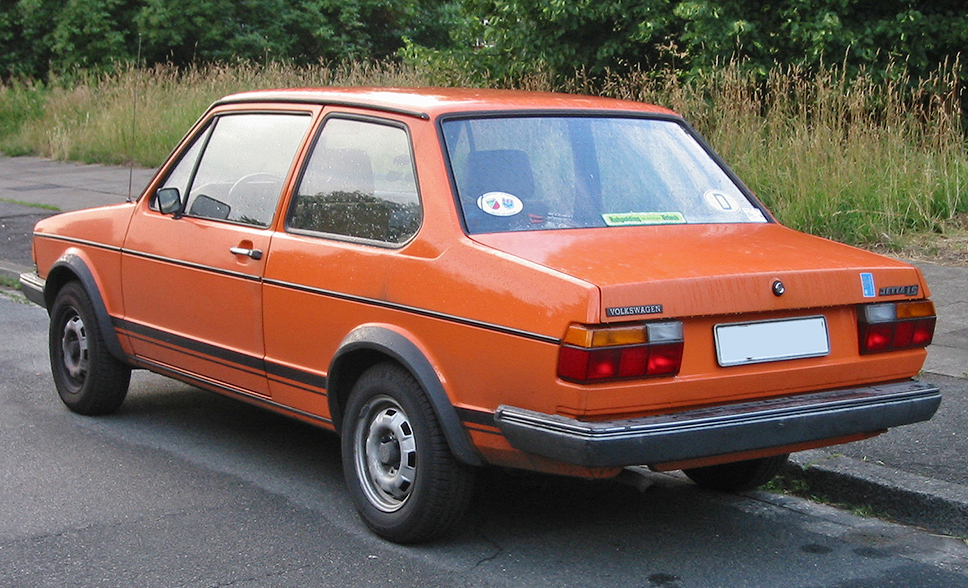
Heckansicht des Zweitürers

Obwohl der Golf I einen beachtlichen Erfolg in den nordamerikanischen Märkten erzielte, bemerkte Volkswagen, dass dort die traditionelle Limousinenbauform gegenüber dem Schrägheckstil bevorzugt wurde. In den 1970er-Jahren war dort das Design des AMC Gremlin umstritten, der ein gekürzter AMC Hornet war. Die Volkswagen-Designer beschritten einen entgegengesetzten Weg und schufen den längeren Jetta im Wesentlichen durch Anbau eines Kofferraums am Heck des Golfs.
Der Jetta I wurde im Juli 1979 auf der IAA in Frankfurt der Weltöffentlichkeit vorgestellt. Die Serienproduktion begann am 3. September 1979 in Wolfsburg. In Mexiko wurde der Wagen als Volkswagen Atlantic vermarktet.
Der Jetta wurde das meistverkaufte europäische Auto in den USA, Kanada und Mexiko. In Europa blieb der Wagen jedoch hinter den erwarteten Stückzahlen zurück. Wegen des angesetzt wirkenden Hecks wurde der Jetta in Deutschland häufig auch als 'Rucksack-Golf' bezeichnet.

### Jetta GLI
Ab Mitte 1980 vermarktete Volkswagen den Jetta GLI als Topmodell der Baureihe, der viele technische Merkmale und Verbesserungen des populären Golf GTI enthielt. Das waren der Motor mit 81 kW (110 PS) mit Saugrohreinspritzung und das Fünfgang-Schaltgetriebe, ein Sportfahrwerk, bei dem die Karosserie um 15 mm tiefer lag, vorne und hinten Querstabilisatoren und innenbelüftete Bremsscheiben an der Vorderachse. Außen war der GLI an den Kotflügelverbreiterungen und den breiten 175er-Reifen zu erkennen. Innen hatte der Wagen in Serienausstattung Sportsitze wie der Golf GTI und ein Lederlenkrad mit vier Speichen.

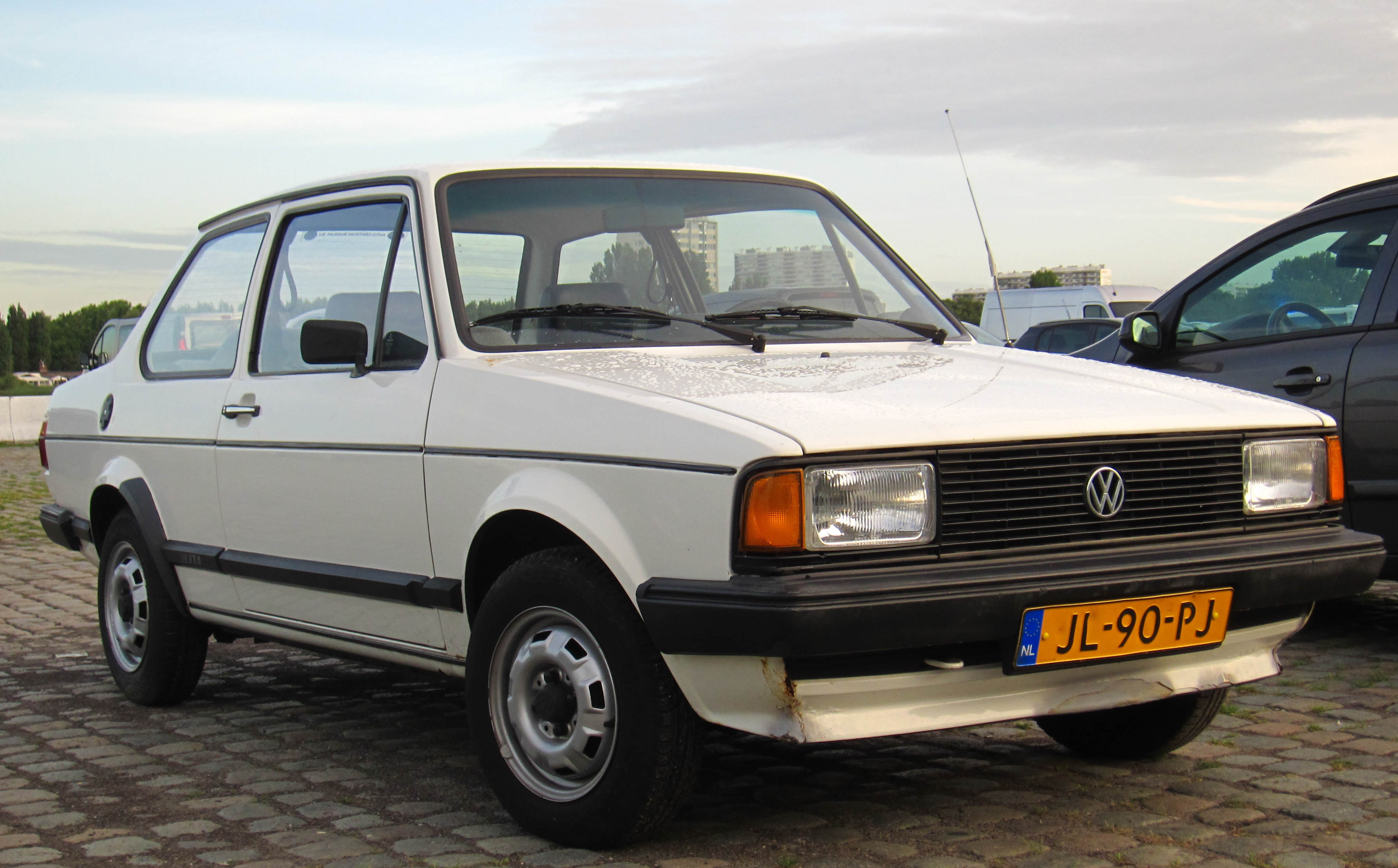
VW Jetta Zweitürer
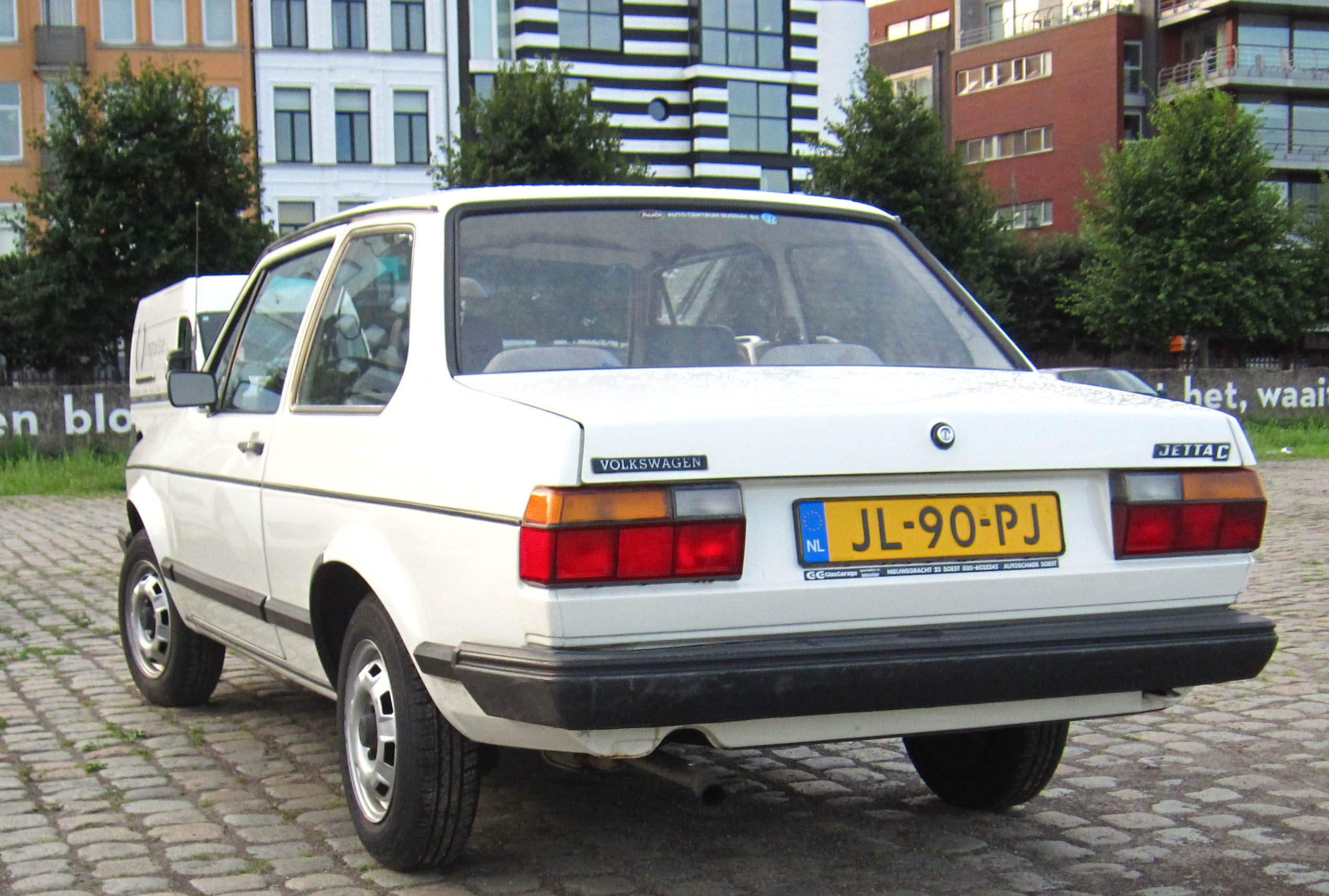
VW Jetta Zweitürer
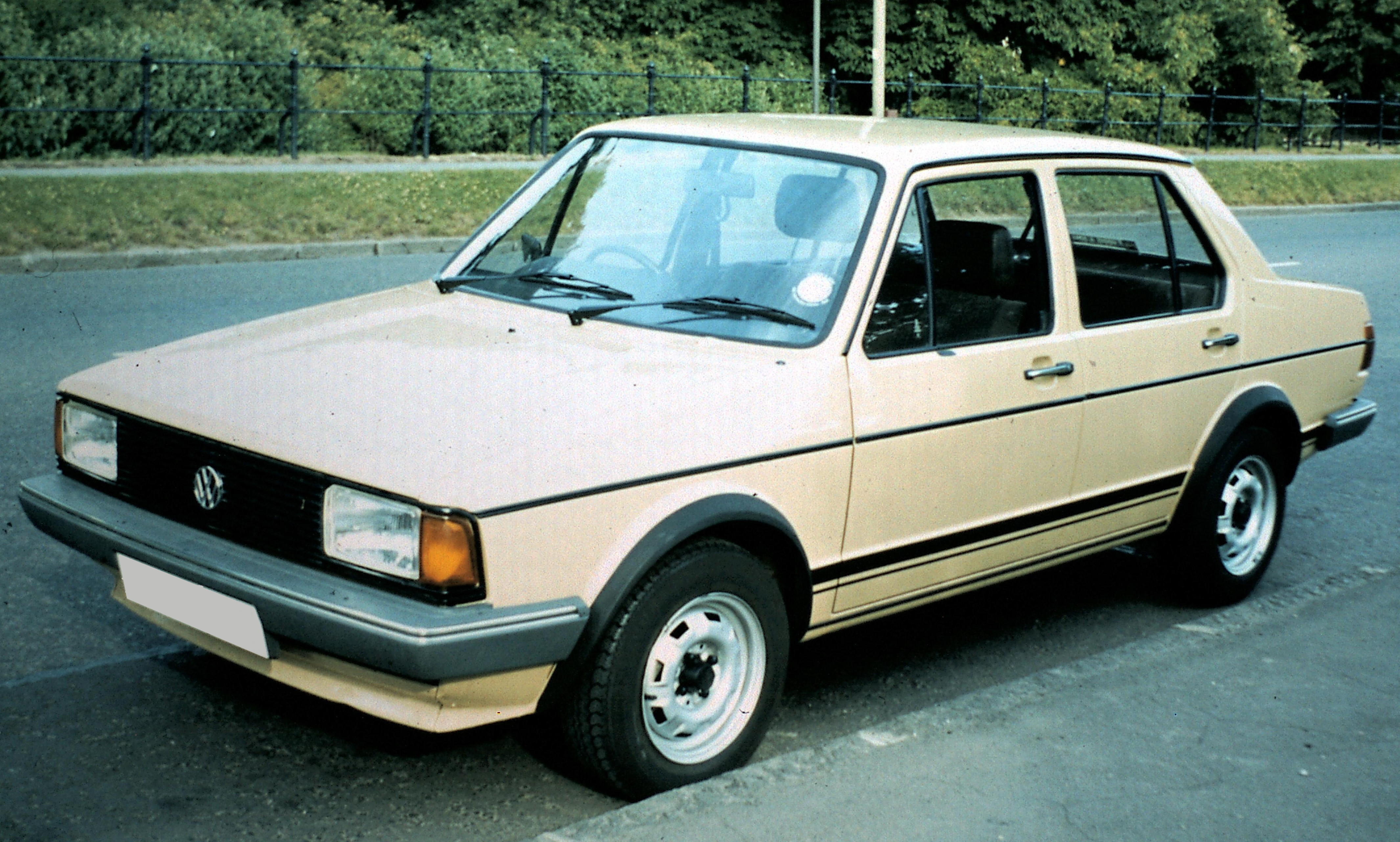
VW Jetta Viertürer
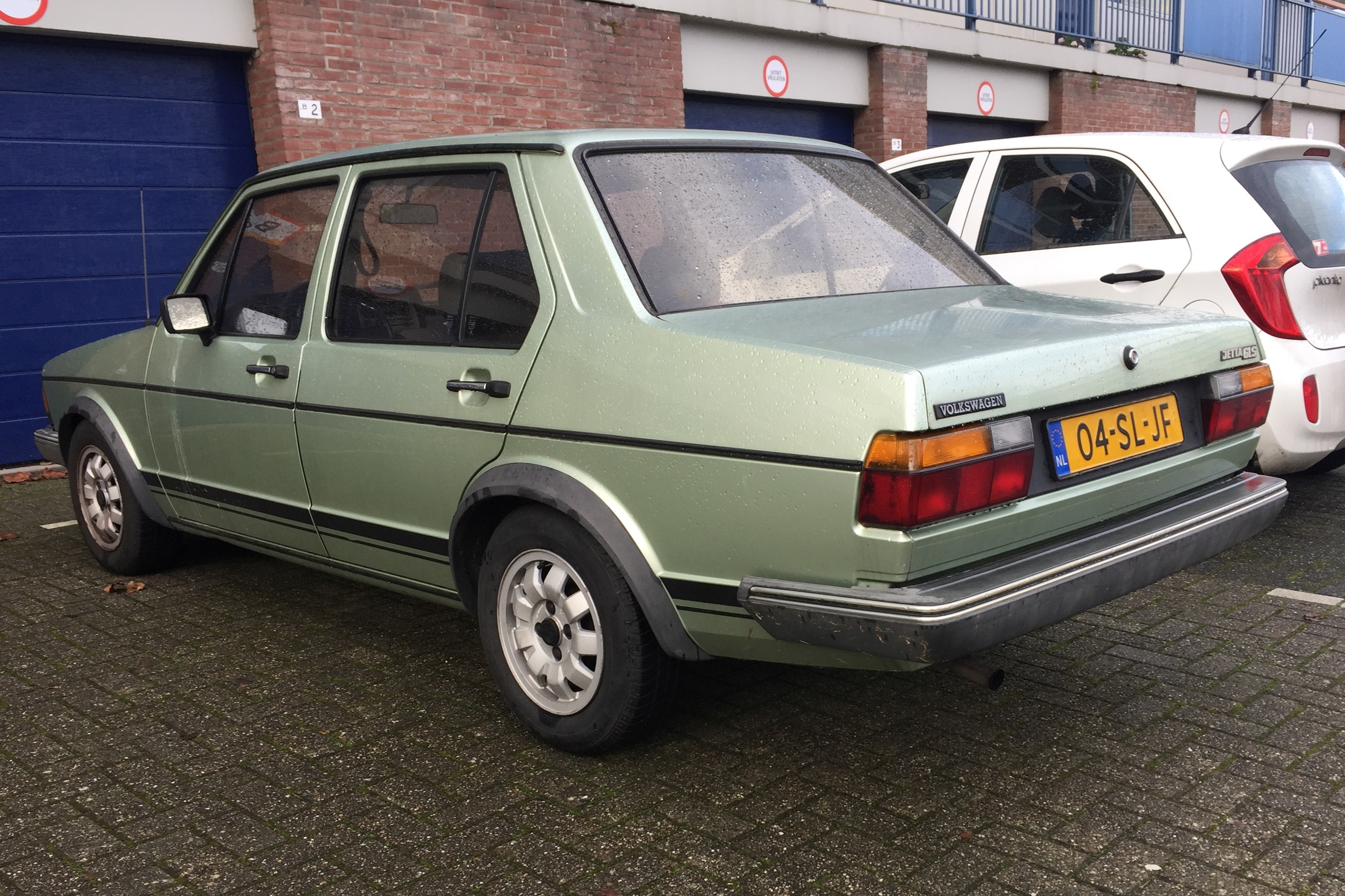
VW Jetta Viertürer
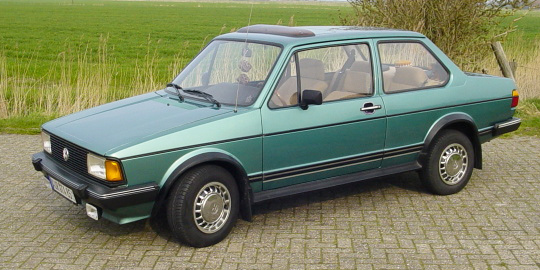
Jetta Diesel
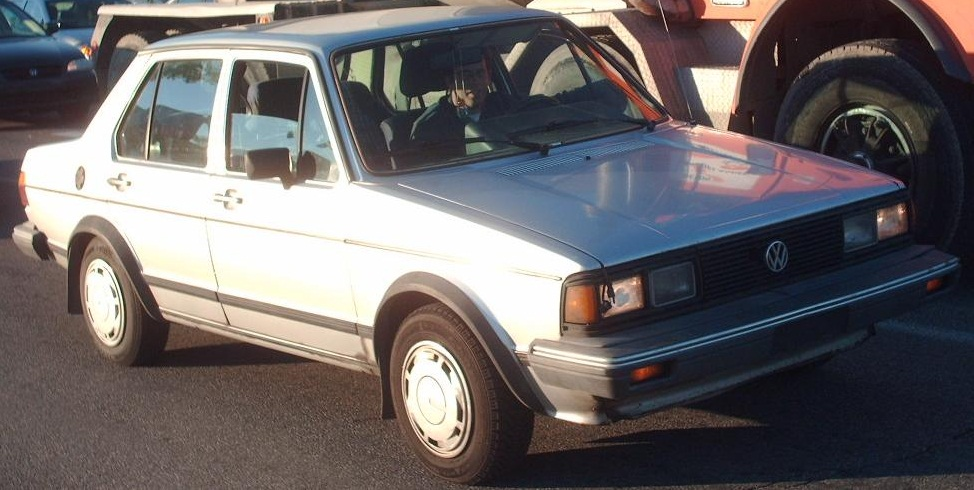
VW Jetta US-Version
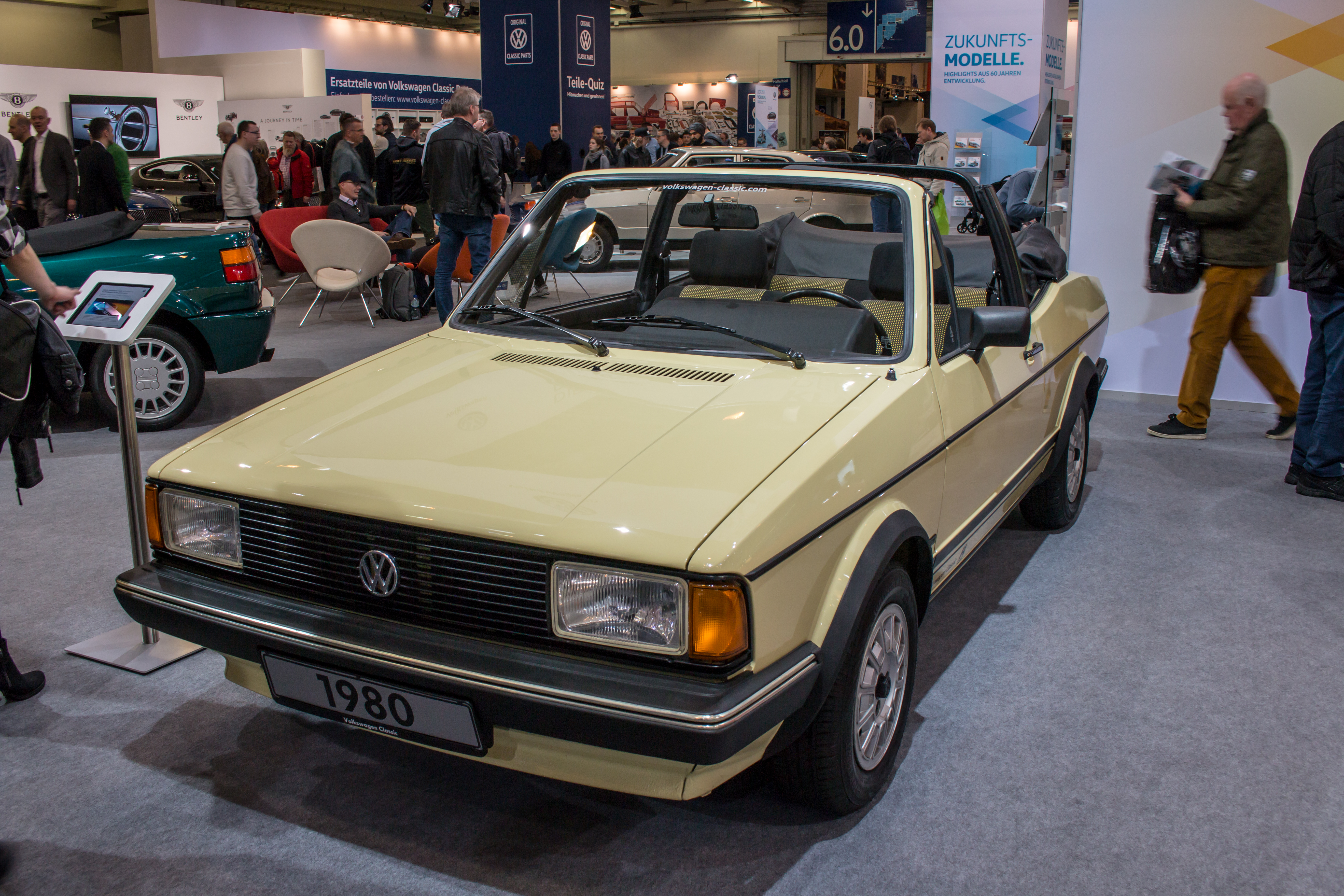
Studie Jetta GLS Cabrio
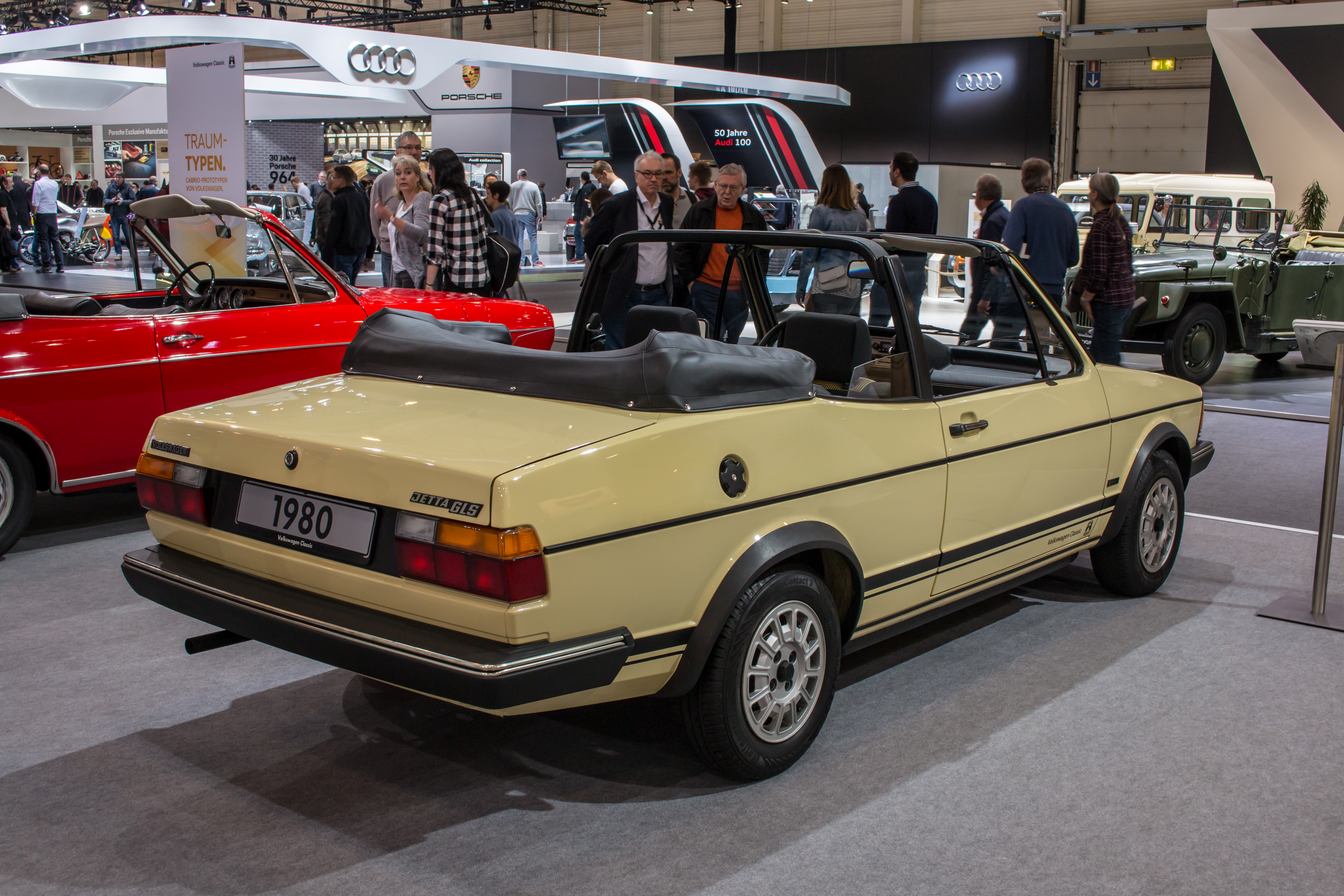
Studie Jetta GLS Cabrio

## Technik

### Konzeption und Design
Das Auto war als Zwei- oder Viertürer erhältlich, wobei die C-Säule beim Viertürer erheblich breiter ausfiel und die Keilform der Heckpartie harmonischer fortsetzte. Wie auch beim Golf I stammte das Design von Giorgetto Giugiaro (Italdesign Giugiaro). Der Wagen wurde mit rechteckigen Frontscheinwerfern ausgeliefert. Nur in den USA wurden wegen der dortigen Vorschriften rechteckige Scheinwerfer mit getrenntem Abblend- und Fernlicht verwendet. Da der Jetta erst 1979 vorgestellt wurde, profitierte er von den Erfahrungen, die VW über die Jahre hinweg beim Passat, Scirocco, Golf, Polo und Derby gesammelt hatte. Er war der erste VW, der von Beginn der Produktion an serienmäßig mit Hohlraumkonservierung behandelt wurde. Das Blech, das VW ab 1978 verwendete, hatte einen wesentlich geringeren Altmetallanteil, was der Rostvorsorge zusätzlich zugutekam. Ein eventuell notwendiger Austausch der vorderen Kotflügel wurde erleichtert, weil diese nicht verschweißt, sondern verschraubt waren. Die ab Modelljahr 1982 serienmäßig eingebauten Innenkotflügel vorne und hinten trugen dazu bei, dass die Fahrzeuge noch später durchrosteten.
Das Fahrwerk mit vorderen Dreieckslenkern und MacPherson-Federbeinen und hinterer Verbundlenkerachse wurde vom Golf übernommen. Um der höheren Achslast Rechnung zu tragen, wurde, im Gegensatz zum Golf, in das U-Profil des Verbundlenkers ein Stabilisator eingesetzt, der die Torsionssteifigkeit erhöhte. Der Radstand blieb mit 2400 mm unverändert, obwohl der Jetta 380 mm länger war als der Golf. Der Kofferraum fasste bis zu 510 Liter. Alle Fahrzeuge hatten serienmäßig Dreipunkt-Rückhaltegurte bei den Vordersitzen und hinten außen Dreipunkt-Rückhaltegurte und einen Beckengurt in der Mitte als Sicherheitsausstattung. Um den Jetta gegenüber dem Golf abzuheben, wurde er mit einer höherwertigen Serienausstattung ausgeliefert. Das war ersichtlich durch Velours-Sitze und farblich abgestimmte Polster und Teppiche. Mit einem Grundpreis von 12.395 DM war er um 2000 DM teurer als ein vergleichbarer Golf I.
Mit dem Jetta brachte VW eine neue Variante der EA809-Motorenbaureihe heraus – durch Aufbohren des 1,1-Liter-Motors des VW Golf ergab sich ein Hubraum von 1272 cm³, womit 44 kW (60 PS) bei 5600/min erreicht wurden. Dem Vereisen des Vergasers, das beim 1,1-l-Triebwerk auftreten konnte, wurde mit einer anderen Warmluftzuführung von der Abgasseite her begegnet. In der Folgezeit wurde die Motorenpalette erweitert: Der Jetta wurde mit Ottomotoren angeboten, die von 1,1 Litern mit 37 kW (50 PS) bis zu 1,8 Litern Hubraum mit 82 kW (112 PS) reichten, und mit Dieselmotoren, die aus 1,6 Liter Hubraum 40 kW (54 PS) und mit Turbolader 51 kW (70 PS) erreichten. Die Ottomotoren hatten Fallstromvergaser, außer dem stärksten Motortyp mit 81 kW (110 PS; ab 1983 mit 82 kW/112 PS), bei dem eine mechanische Einspritzanlage (K-Jetronic) von Bosch verwendet wurde. Eine Ausnahme bildet hier die von 1981 bis 1984 angebotene US-Version, die, aufgrund der dortigen Abgasreinigungsvorschriften, einen 55 kW (75 PS) leistenden 1,7-l-Motor ebenfalls mit K-Jetronic besaßen.
Ab Sommer 1982 wurde der GLI mit einem stärkeren Motor ausgeliefert, der 82 kW (112 PS) aus 1,8 Litern Hubraum erzeugte.

### Technische Daten
| VW Jetta                  | C/CL/GL 1,1 Formel E | C/CL/GL 1,3/60 PS | LS/C/CL/GL/SL 1,5/70 PS | CL/GL/SL 1,6/85 PS | LI/CLI/GLI 1,6/110 PS (1980 bis 82) | GLI 1,8/112 PS (1983 und 84) | C/CL/GL 1,6 Diesel | C/CL/GL 1,6 Turbodiesel |
| VW-Motorkennbuchstaben    | GG | GF | JB | FR | EG | DX | CR/JK | CY |
| ------------------------- | --- | --- | --- | --- | --- | --- | --- | --- |
| Motor                     | Quer eingebauter 4-Zylinder-Viertakt-Reihenmotor, obenliegende Nockenwelle, Zahnriemen 1,1- und 1,3-l-Motor: VW EA801, um 20° nach vorn geneigt: Schlepphebel 1,5- bis 1,8-Liter-Motoren: VW EA827, um 15° nach hinten geneigt, Tassenstößel | Quer eingebauter 4-Zylinder-Viertakt-Reihenmotor, obenliegende Nockenwelle, Zahnriemen 1,1- und 1,3-l-Motor: VW EA801, um 20° nach vorn geneigt: Schlepphebel 1,5- bis 1,8-Liter-Motoren: VW EA827, um 15° nach hinten geneigt, Tassenstößel | Quer eingebauter 4-Zylinder-Viertakt-Reihenmotor, obenliegende Nockenwelle, Zahnriemen 1,1- und 1,3-l-Motor: VW EA801, um 20° nach vorn geneigt: Schlepphebel 1,5- bis 1,8-Liter-Motoren: VW EA827, um 15° nach hinten geneigt, Tassenstößel | Quer eingebauter 4-Zylinder-Viertakt-Reihenmotor, obenliegende Nockenwelle, Zahnriemen 1,1- und 1,3-l-Motor: VW EA801, um 20° nach vorn geneigt: Schlepphebel 1,5- bis 1,8-Liter-Motoren: VW EA827, um 15° nach hinten geneigt, Tassenstößel | Quer eingebauter 4-Zylinder-Viertakt-Reihenmotor, obenliegende Nockenwelle, Zahnriemen 1,1- und 1,3-l-Motor: VW EA801, um 20° nach vorn geneigt: Schlepphebel 1,5- bis 1,8-Liter-Motoren: VW EA827, um 15° nach hinten geneigt, Tassenstößel | Quer eingebauter 4-Zylinder-Viertakt-Reihenmotor, obenliegende Nockenwelle, Zahnriemen 1,1- und 1,3-l-Motor: VW EA801, um 20° nach vorn geneigt: Schlepphebel 1,5- bis 1,8-Liter-Motoren: VW EA827, um 15° nach hinten geneigt, Tassenstößel | Quer eingebauter 4-Zylinder-Viertakt-Reihenmotor, obenliegende Nockenwelle, Zahnriemen 1,1- und 1,3-l-Motor: VW EA801, um 20° nach vorn geneigt: Schlepphebel 1,5- bis 1,8-Liter-Motoren: VW EA827, um 15° nach hinten geneigt, Tassenstößel | Quer eingebauter 4-Zylinder-Viertakt-Reihenmotor, obenliegende Nockenwelle, Zahnriemen 1,1- und 1,3-l-Motor: VW EA801, um 20° nach vorn geneigt: Schlepphebel 1,5- bis 1,8-Liter-Motoren: VW EA827, um 15° nach hinten geneigt, Tassenstößel |
| Hubraum                   | 1093 cm³ | 1272 cm³ | 1457 cm³ | 1588 cm³ | 1588 cm³ | 1781 cm³ | 1588 cm³ | 1588 cm³ |
| Bohrung × Hub             | 69,5 × 72 mm | 75 × 72 mm | 79,5 × 73,4 mm | 79,5 × 80 mm | 79,5 × 80 mm | 81 × 86,4 mm | 76,5 × 86,4 mm | 76,5 × 86,4 mm |
| Leistung (PS) bei 1/min   | 37 kW (50 PS) 6000 | 44 kW (60 PS) 5600 | 51 kW (70 PS) 5600 | 63 kW (85 PS) 5600 | 81 kW (110 PS) 6100 | 82 kW (112 PS) 5800 | 40 kW (54 PS) 4800 | 51 kW (70 PS) 4500 |
| Max. Drehmoment bei 1/min | 82 Nm 3400 | 95 Nm 3500 | 110 Nm 2500 | 125 Nm 3800 | 140 Nm 5000 | 150 Nm 3500 | 98 Nm 2300 | 130 Nm 2600 |
| Gemischaufbereitung       | 1 Fallstrom-Vergaser Solex | 1 Fallstrom-Vergaser Solex | 1 Fallstrom-Vergaser Solex | 1 Fallstrom-Vergaser Solex | Mechanische Einspritzung (Bosch K-Jetronic) | Mechanische Einspritzung (Bosch K-Jetronic) | Verteiler-Einspritzpumpe (TD: + Turbolader) | Verteiler-Einspritzpumpe (TD: + Turbolader) |
| Kühlung                   | Wasserkühlung | Wasserkühlung | Wasserkühlung | Wasserkühlung | Wasserkühlung | Wasserkühlung | Wasserkühlung | Wasserkühlung |
| Getriebe (Serie):         | 4-Gang (3+E) | 4-Gang | 4-Gang | 4-Gang | 5-Gang (4+E) | 5-Gang (4+E) | 4-Gang | 5-Gang (4+E) |
| Getriebe (wahlweise)      | – | – | 3-Gang Automatik 5-Gang (4+E) | 3-Gang Automatik 5-Gang (4+E) | – | – | 5-Gang (4+E) | - |
| Radaufhängung vorn        | MacPherson-Federbeine, Dreieckslenker | MacPherson-Federbeine, Dreieckslenker | MacPherson-Federbeine, Dreieckslenker | MacPherson-Federbeine, Dreieckslenker | MacPherson-Federbeine, Dreieckslenker | MacPherson-Federbeine, Dreieckslenker | MacPherson-Federbeine, Dreieckslenker | MacPherson-Federbeine, Dreieckslenker |
| Radaufhängung hinten      | Verbundlenkerachse, Federbeine | Verbundlenkerachse, Federbeine | Verbundlenkerachse, Federbeine | Verbundlenkerachse, Federbeine | Verbundlenkerachse, Federbeine | Verbundlenkerachse, Federbeine | Verbundlenkerachse, Federbeine | Verbundlenkerachse, Federbeine |
| Bremsen                   | vorne Scheibenbremsen, hinten Trommelbremsen | vorne Scheibenbremsen, hinten Trommelbremsen | vorne Scheibenbremsen, hinten Trommelbremsen | vorne Scheibenbremsen, hinten Trommelbremsen | vorne Scheibenbremsen, hinten Trommelbremsen | vorne Scheibenbremsen, hinten Trommelbremsen | vorne Scheibenbremsen, hinten Trommelbremsen | vorne Scheibenbremsen, hinten Trommelbremsen |
| Lenkung                   | Zahnstangenlenkung | Zahnstangenlenkung | Zahnstangenlenkung | Zahnstangenlenkung | Zahnstangenlenkung | Zahnstangenlenkung | Zahnstangenlenkung | Zahnstangenlenkung |
| Karosserie                | Stahlblech, selbsttragend | Stahlblech, selbsttragend | Stahlblech, selbsttragend | Stahlblech, selbsttragend | Stahlblech, selbsttragend | Stahlblech, selbsttragend | Stahlblech, selbsttragend | Stahlblech, selbsttragend |
| Spurweite vorn/hinten     | 1390/1358 mm | 1390/1358 mm | 1404/1372 mm | 1404/1372 mm | 1404/1372 mm | 1404/1372 mm | 1390/1358 mm | 1390/1358 mm |
| Radstand                  | 2400 mm | 2400 mm | 2400 mm | 2400 mm | 2400 mm | 2400 mm | 2400 mm | 2400 mm |
| Maße L × B × H            | 4195 × 1610 × 1410 mm | 4195 × 1610 × 1410 mm | 4195 × 1610 × 1410 mm | 4195 × 1610 × 1410 mm | 4195 × 1630 × 1395 mm | 4195 × 1630 × 1395 mm | 4195 × 1610 × 1410 mm | 4195 × 1610 × 1410 mm |
| Leergewicht (2-/4-Türer)  | 805/830 kg | 805/830 kg | 825/850 kg | 825/850 kg | 865/890 kg | 865/890 kg | 845/870 kg | 845/870 kg |
| Höchstgeschwindigkeit     | 142 km/h | 147 km/h | 156 km/h | 166 km/h | 178 km/h | 178 km/h | 141 km/h | 160 km/h |
| 0–100 km/h                | 17,2 s | 15,0 s | 13,3 s | 12,0 s | 9,6 s | 9,6 s | 17,2 s | 14 s |
| Verbrauch (Liter/100 km)  | 8,0 S | 9,5 N | 10,0 N | 9,5 N | 10,5 S | 10,0 S | 6,5 D | 7,5 D |

## Produktion für Mexiko und Südafrika
Der Jetta I wurde ab Februar 1981 in Mexiko als Volkswagen Atlantic eingeführt. Der Hauptkonkurrent im mexikanischen Markt war der Renault 18. Nach der Einführung des Jetta II wurde der Jetta I in Südafrika als VW Fox unter Verwendung von Teilen des Citi Golf noch bis 1998 weiterproduziert. Der Wagen ist nicht zu verwechseln mit den brasilianischen Modellen gleichen Namens aus den späten 1980er bzw. frühen 1990er Jahren oder dem Kleinwagen VW Fox, der seit 2005 auch nach Europa importiert wurde.

## Sonderbauformen
Vom Jetta I gab es mindestens drei unterschiedliche Cabrio-Varianten. Eine wurde von Karmann in Osnabrück gebaut und war 2006 im AutoMuseum Volkswagen zu sehen. Zwei weitere Varianten wurden von Günter Artz vom Autohaus Nordstadt in Hannover gebaut. Hier handelt es sich allerdings um Karosserien des Golf I Cabrio, die vom Jetta die Front und das Heck erhielten. In den USA war der Jetta I auch als Kombi erhältlich, wobei es sich nur um Einzelstücke handelte.

## Produktionszahlen Jetta I
Gesamtproduktion Fahrzeuge von 1979 bis 1984
Anteil Produktionszahlen von Jetta I und Jetta II im Jahr 1984 nicht bekannt.
|        | Jahr | 1979   | 1980    | 1981    | 1982    | 1983    | 1984       | Summe       |
| ------ | ---- | ------ | ------- | ------- | ------- | ------- | ---------- | ----------- |
| 1093   |      | 6      | 515     | 4.687   | 4.682   | 1.802   |            | 11.692      |
| 1272   |      | 11.930 | 53.994  | 31.120  | 25.331  | 19.133  | ?          |             |
| 1457   |      | 12.820 | 71.580  | 32.120  | 21.674  | 18.174  | 2          | 156.461     |
| 1588   |      | 3.546  | 28.307  | 16.546  | 12.632  | 11.914  | ?          |             |
| 1781   |      |        | 12.827  | 20.467  | 1.229   | 1.772   | 14.253     | 50.548      |
| 1588 D |      |        | 7.216   | 67.872  | 47.995  | 29.048  | ?          |             |
| Summe  |      | 28.302 | 174.439 | 172.903 | 127.003 | 114.078 | ca. 18.000 | ca. 635.000 |